# Жовтюк, Николай Владимирович
Никола́й Влади́мирович Жовтю́к (укр. Микола Володимирович Жовтюк; род. 21 мая 1992, Новоград-Волынский, Житомирская область) — украинский футболист, защитник

## Биография

### Ранние годы
Воспитанник академии «Карпат». В юношеском возрасте попал в спортивную школу «Карпат», где активно участвовал в детских соревнованиях, на многих турнирах становился победителем. Постепенно цепкий и неуступчивый защитник переходил из юношеских в молодёжные команды. Также в 17-летнем возрасте провёл один сезон во второй лиге Украины выступая за «Карпаты-2», в том же сезоне Николай вместе с командой участвовали в первом и единственном розыгрыше Кубка украинской лиги.

### Клубная карьера
В сезоне 2012/13 был заявлен «Карпатами» на матчи Премьер-лиги. Дебютировал 26 августа 2012 года в поединке с донецким «Шахтёром» на «Донбасс-Арене», а 30 марта 2013 года отличился дебютным голом в матче против того же «Шахтёра», правда уже на домашнем стадионе «Украина».
В 2014 году по приглашению экс-игрока «Карпат» и «Буковины», тогдашнего её главного тренера Юрия Гия, перешёл в черновицкий клуб, где затем был одним из лидеров и капитаном команды. С лета 2015 года играл за «Верес». Однако уже в декабре того же года он решил оставить «Верес» по собственному желанию. В межсезонье присоединился к составу черновицкой «Буковины», где в начале марта 2017 года Николая избрали вице-капитаном команды.
В июле 2017 года прекратил сотрудничество с черновицкой командой и в августе того же года стал игроком ФК «Тернополя». Но вскоре тернопольская команда прекратила выступления в первенстве Украины, а Николай перешел в состав ФК «Полесье» (Житомир). В июле 2018 года подписал контракт с клубом «Кристалл» (Херсон). Дебютировал за «Кристалл» 18 июля в матче Кубка Украины против «Энергии» из Новой Каховки, а 5 августа того же года впервые в своей профессиональной карьере оформил дубль в ворота «Никополя».

### Карьера в сборной
В 2009 году провёл 6 матчей за сборную Украины до 17 лет. В 2012 году сыграл в одном поединке за сборную до 20 лет.

## Достижения
- Серебряный призёр Второй лиги Украины (2): 2015/16 (1-я ч. с.), 2019/20

## Личная жизнь
Женат (жена — Александра), воспитывает двух дочерей Милану и Алию и сына Яна..

## Статистика
| Турниры                      | Матчи | Количество забитых мячей |
| ---------------------------- | ----- | ------------------------ |
| Премьер лига Украины         | 7     | 1                        |
| Кубок Украины                | 8     | 1                        |
| Первая лига Украины          | 46    | 2                        |
| Кубок украинской лиги        | 3     | 0                        |
| Вторая лига Украины          | 103   | 11                       |
| Молодёжный чемпионат Украины | 39    | 1                        |
| Всего за карьеру             | 206   | 16                       |